# Карпетбагер
Карпетбагери (енгл. carpetbaggers) су људи из северних држава САД који су мигрирали на Југ током Реконструкције између 1865. и 1877. Формирали су коалицију са Фридменима (ослобођеним робовима) и скалавазима у Републиканској странци која је заузврат контролисала бивше државе Конфедерације током различитих периода од 1867. до 1877. године.
Сам назив „карпетбагер“ потиче од енглеске речи за платнене торбе - карпетбагс (енгл. carpet bags), које су дошљаци носили са собом као пртљаг. Првобитно је био погрдан термин, и означавао је особу која не намерава дуго да се задржи на једном месту. Иако је овај термин и данас у обичном говору схваћен као увреда, у историјским књигама се користи без погрдног смисла. Од 1900. године овај термин се такође употребљавао да опише придошлице који покушавају да постигну неки јавни положај или финансијску добит, нарочито у зонама (тематски и географски) са којима раније нису имали никаквог додира.